# 海来阿木
海来阿木（かいらい  あぼく、四川彝語: ꉌꆽꀈꃆꐙꁮ、1993年4月4日 - ）は、中華人民共和国の歌手。四川省涼山イ族自治州甘洛県出身のイ族。

## 経歴
1993年4月4日、四川省涼山イ族自治州甘洛県で生まれる。彼は長男で、弟2人と妹2人がいる。初級中学卒業後に中退し、18歳で単身成都市へ事業を発展させ、地下室を借り、昼はスナックに勤め、夜はバーでハウスシンガーとして働いた。その後、彼は甘洛県に戻ってトラック運転手になり、結婚した。2013年、初代妻と離婚。2014年、故郷でバンド「逆時光」を結成した際に2代目の妻、ベーシストの陳琳と知り合う。2018年、ビジネスに失敗してから成都市に赴き事業を発展させ、友人でイ族音楽人の曲比阿且の助けを得て、初のシングル「阿果吉曲」を正式にリリースした。2020年、創作曲「点歌的人」「你の万水千山」がネット上で大ヒットし、海来阿木も大衆の注目を集め始め、様々な大型パーティーや音楽バラエティ番組で活躍している。2024年、中央広播電視総台の春晩に初参加し、単依純と「不如見一面」を合唱した。

## 作品
- 「阿果吉曲」
- 「西楼児女」
- 「点歌的人」
- 「你的万水千山」
- 「三声三幸」
- 「別知己」
- 「五十年以後」
- 「人生如歌」
- 「煙雨人間」
- 「来跳舞」